# Maciej Sieński

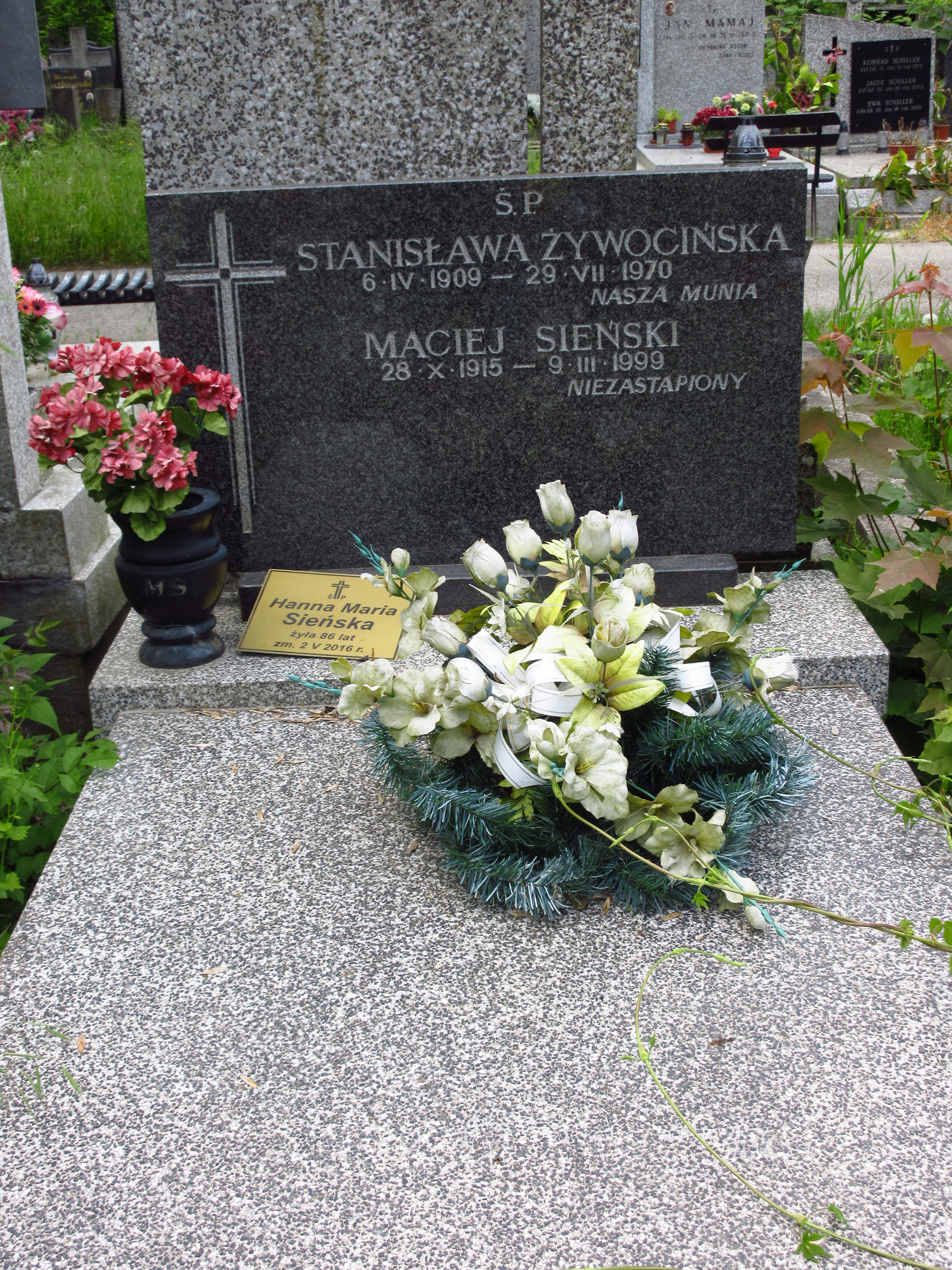
Grób Macieja Sieńskiego na cmentarzu Bródnowskim

Maciej Sieński (ur. 28 października 1915 w Warszawie, zm. 9 marca 1999 tamże) – polski reżyser i scenarzysta filmów dokumentalnych.

## Biografia i twórczość
Podczas II wojny światowej Maciej Sieński walczył w kampanii wrześniowej 1939 roku, a następnie służył jako oficer 2 Armii Wojska Polskiego. Po wojnie pracował kolejno w: Studiu Filmów Rysunkowych w Łodzi (1945-1948), Wytwórni Filmów Oświatowych w Łodzi (1949-1960) oraz Wytwórni Filmowej Czołówka w Warszawie (1961-1990). W latach 1951–1957 wykładał w łódzkiej Państwowej Wyższej Szkole Filmowej. Był członkiem Stowarzyszenia Filmowców Polskich. W 1966 roku wydał książkę pt. Filmowe zdjęcia trickowe.
W latach 1947–1994 Maciej Sieński zrealizował, jako reżyser oraz scenarzysta ponad 55 filmów dokumentalnych, głównie o tematyce historycznej, wojskowej lub edukacyjnej. W 1945 roku w Wytwórni Filmowej Wojska Polskiego zrealizował kreskówkę pt. „Reklama reklamy”, będącą najprawdopodobniej pierwszym powojennym polskim filmem animowanym. Natomiast zrealizowana w 1991 roku „Zbrodnia katyńska” była jednym z pierwszych filmów na ten temat powstałych po upadku systemu komunistycznego w Polsce. Za swoją pracę Sieński został odznaczony licznymi odznaczeniami państwowymi, w tym m.in. Krzyżem Kawalerskim Orderu Odrodzenia Polski oraz medalem „Za udział w wojnie obronnej 1939”.
Po śmierci został pochowany na cmentarzu Bródnowskim w Warszawie (kwatera 108S-5-23).

## Nagrody i wyróżnienia
- Głód broni (1968):
  - 1968 – „Złoty Kord” – nagroda „Żołnierza Polskiego” na Ogólnopolskim Festiwalu Filmów Krótkometrażowych w Krakowie,
- Spojrzenie na wrzesień (1970):
  - 1971 – „Złoty Gołąb” na Międzynarodowym Festiwalu Filmowym w Lipsku,
  - 1971 – Nagroda Ministra Obrony Narodowej II stopnia;
- Pro memoria (1972):
  - 1972 – Nagroda Szefa Głównego Zarządu Politycznego Wojska Polskiego na Międzynarodowym Festiwalu Filmowym Wojskowych Państw Stron Układu Warszawskiego we Wrocławiu,
  - 1973 – „Złoty Kord” – nagroda „Żołnierza Polskiego” na Ogólnopolskim Festiwalu Filmów Krótkometrażowych w Krakowie,
  - 1973 – wyróżnienie w plebiscycie widzów na Ogólnopolskim Przeglądzie Filmów Społeczno-Politycznych w Łodzi,
- Prastary skarb – kopalnia krzemienia sprzed 5000 lat (1972):
  - 1973 – III nagroda na Muzealnym Przeglądzie Filmów w Kielcach,
- Piotrowski i inni (1975):
  - 1975 – wyróżnienie na Festiwalu Filmów Społeczno-Politycznych w Łodzi
  - 1975 – Nagroda Ministra Obrony Narodowej III stopnia,
- Polska szkoła na Batignolles (1975):
  - 1977 – „Złoty Światowid” na Festiwalu Filmów Dydaktycznych w Łodzi
- Po obu stronach muru (1987):
  - 1988 – Nagroda Ministra Obrony Narodowej I stopnia,
- Gra złudzeń (1988):
  - 1989 – Nagroda Specjalna na Ogólnopolskim Przeglądzie Filmów o Miesiącach Pamięci Narodowej w Warszawie.